# Stephens City (Virginia)
Stephens City es un pueblo situado en el condado de Frederick, Virginia  (Estados Unidos). Según el censo de 2010 tenía una población de 1.829 habitantes.

## Demografía
Según el censo del 2000, Stephens City tenía 1.146 habitantes, 500 viviendas, y 291 familias. La densidad de población era de 311,6 habitantes por km².
De las 500 viviendas en un 26,8%  vivían niños de menos de 18 años, en un 43,6%  vivían parejas casadas, en un 10% mujeres solteras, y en un 41,8% no eran unidades familiares. En el 33,4% de las viviendas vivían personas solas el 9,6% de las cuales correspondía a personas de 65 años o más que vivían solas. El número medio de personas viviendo en cada vivienda era de 2,29 y el número medio de personas que vivían en cada familia era de 2,97.
Por edades la población se repartía de la siguiente manera: un 23,7% tenía menos de 18 años, un 8,8% entre 18 y 24, un 32,5% entre 25 y 44, un 23,8% de 45 a 60 y un 11,1% 65 años o más.
La edad media era de 36 años.  Por cada 100 mujeres de 18 o más años había 88,4 hombres.
La renta media por vivienda era de 35.200$ y la renta media por familia de 41.827$. Los hombres tenían una renta media de 29.432$ mientras que las mujeres 22.313$. La renta per cápita de la población era de 17.998$. En torno al 6% de las familias y el 9,2% de la población estaban por debajo del umbral de pobreza.

## Geografía
La ciudad está situada entre la cordillera Azul y los Montes Apalaches en el norte del valle de Shenandoah de Virginia, cerca de Virginia Occidental, Maryland y Pensilvania. Washington D. C. , se encuentra a aproximadamente 106,1 km al este y Baltimore a 135 km al noreste.

### Clima
Stephens City está situado en la zona de clima subtropical húmedo (en la clasificación climática de Köppen es Cfa),  mostrando cuatro estaciones bien diferenciadas. Su clima es típico de las zonas del Atlántico Medio de EE.UU próxima a cuerpos de agua.La primavera y el otoño son cálidos, con poca humedad, mientras que el invierno es frío, con nevadas anuales promedio de 38 cm. La temperatura media en invierno tiende a ser alrededor de -1 °C desde mediados de diciembre hasta mediados de febrero. Las tormentas de nieve afectan a Stephens City una vez cada cuatro a seis años. El viento de Noreste más violento normalmente cuenta con fuertes vientos, lluvias torrenciales y nevadas ocasionales. Estas tormentas suelen afectar a grandes sectores de la costa este de EE. UU.
Los veranos son calurosos y húmedos, con máximas superiores a los 30 °C y mínimas ligeramente por debajo de los 20 °C. La combinación de calor y humedad en el verano hace que sean las frecuentes tormentas eléctricas, algunas de las cuales ocasionalmente producen tornados en la zona. Aunque los huracanes (o sus restos) de vez en cuando alcanzan la zona a finales del verano y principios del otoño, suelen debilitarse cuando lleguan a Stephens City, debido en parte a la ciudad esta tierra adentro. La temperatura más alta registrada fue 41 °C en 1918, 1988, y nuevamente en 2010, mientras que la temperatura más baja registrada fue de -28 °C en 1983.
| Parámetros climáticos promedio de Stephens City, Virginia                       | Parámetros climáticos promedio de Stephens City, Virginia | Parámetros climáticos promedio de Stephens City, Virginia | Parámetros climáticos promedio de Stephens City, Virginia | Parámetros climáticos promedio de Stephens City, Virginia | Parámetros climáticos promedio de Stephens City, Virginia | Parámetros climáticos promedio de Stephens City, Virginia | Parámetros climáticos promedio de Stephens City, Virginia | Parámetros climáticos promedio de Stephens City, Virginia | Parámetros climáticos promedio de Stephens City, Virginia | Parámetros climáticos promedio de Stephens City, Virginia | Parámetros climáticos promedio de Stephens City, Virginia | Parámetros climáticos promedio de Stephens City, Virginia | Parámetros climáticos promedio de Stephens City, Virginia |
| Mes                                                                             | Ene.                                                      | Feb.                                                      | Mar.                                                      | Abr.                                                      | May.                                                      | Jun.                                                      | Jul.                                                      | Ago.                                                      | Sep.                                                      | Oct.                                                      | Nov.                                                      | Dic.                                                      | Anual                                                     |
| ------------------------------------------------------------------------------- | --------------------------------------------------------- | --------------------------------------------------------- | --------------------------------------------------------- | --------------------------------------------------------- | --------------------------------------------------------- | --------------------------------------------------------- | --------------------------------------------------------- | --------------------------------------------------------- | --------------------------------------------------------- | --------------------------------------------------------- | --------------------------------------------------------- | --------------------------------------------------------- | --------------------------------------------------------- |
| Temp. máx. abs. (°C)                                                            | 22.2                                                      | 26.1                                                      | 31.1                                                      | 33.3                                                      | 35.6                                                      | 36.7                                                      | 40.6                                                      | 38.9                                                      | 36.1                                                      | 33.3                                                      | 27.2                                                      | 25.6                                                      | 40.6                                                      |
| Temp. máx. media (°C)                                                           | 4.9                                                       | 7.1                                                       | 12.2                                                      | 18.2                                                      | 23.4                                                      | 28.1                                                      | 30.6                                                      | 29.8                                                      | 26                                                        | 19.7                                                      | 13.4                                                      | 7.6                                                       | 18.4                                                      |
| Temp. mín. media (°C)                                                           | -6.7                                                      | -5.4                                                      | -0.9                                                      | 3.6                                                       | 9.3                                                       | 14.1                                                      | 16.7                                                      | 15.6                                                      | 11.6                                                      | 4.8                                                       | 0.3                                                       | -4.2                                                      | 4.9                                                       |
| Temp. mín. abs. (°C)                                                            | -24.4                                                     | -19.4                                                     | -13.9                                                     | -5.6                                                      | 0                                                         | 4.4                                                       | 9.4                                                       | 3.9                                                       | 1.7                                                       | -4.4                                                      | -10                                                       | -27.8                                                     | -27.8                                                     |
| Precipitación total (mm)                                                        | 67.6                                                      | 61                                                        | 84.6                                                      | 76.5                                                      | 99.8                                                      | 104.1                                                     | 93                                                        | 91.4                                                      | 91.2                                                      | 80.3                                                      | 77.7                                                      | 66                                                        | 993.1                                                     |
| Fuente: The Weather Channel and National Oceanic and Atmospheric Administration |                                                           |                                                           |                                                           |                                                           |                                                           |                                                           |                                                           |                                                           |                                                           |                                                           |                                                           |                                                           |                                                           |

## Localidades adyacentes
El siguiente diagrama muestra a las localidades más próximas a Stephens City.